# Kanton Saverne
Saverne is een kanton van het Franse departement Bas-Rhin. De hoofdplaats van het kanton is het gelijknamige Saverne.

## Geschiedenis
Op 22 maart 2015 werd het kanton Wasselonne opgeheven. De meeste gemeenten werden bij het kanton Molsheim gevoegd maar Balbronn, Cosswiller, Romanswiller, Traenheim, Wangenbourg-Engenthal, Wasselonne en Westhoffen werden aan het kanton Saverne gevoerd. Omdat de gemeentes niet van arrondissement overgingen kwam kanton Saverne gedeeltelijk ook in het arrondissement Molsheim te liggen.
Ook werd het kanton Marmoutier opgeheven en werden de gemeenten opgenomen in het kanton Saverne en Crastatt, Hohengœft, Jetterswiller, Knœrsheim, Rangen, Zehnacker en Zeinheim werden overgeheveld van het arrondissement Saverne naar het arrondissement Molsheim.
Ook het arrondissement Strasbourg-Campagne en een groot deel van haar kantons werden opgeheven. Van het kanton Hochfelden werden de gemeenten Friedolsheim en Saessolsheim overgenomen en overgeheveld naar het arrondissement Saverne.
Op 1 januari 2016 fuseerden de gemeenten Allenwiller, Birkenwald, Salenthal en Singrist tot de commune nouvelle Sommerau.

## Gemeenten
Het kanton Saverne omvat de volgende gemeenten:

### Arrondissement Molsheim
- Balbronn
- Cosswiller
- Crastatt
- Hohengœft
- Jetterswiller
- Knœrsheim
- Rangen
- Romanswiller
- Traenheim
- Wangenbourg-Engenthal
- Wasselonne
- Westhoffen
- Zehnacker
- Zeinheim

### Arrondissement Saverne
- Altenheim
- Dettwiller
- Dimbsthal
- Eckartswiller
- Ernolsheim-lès-Saverne
- Friedolsheim
- Furchhausen
- Gottesheim
- Hattmatt
- Gottenhouse
- Haegen
- Hengwiller
- Kleingœft
- Landersheim
- Littenheim
- Lochwiller
- Lupstein
- Maennolsheim
- Marmoutier
- Monswiller
- Ottersthal
- Otterswiller
- Printzheim
- Reinhardsmunster
- Reutenbourg
- Saint-Jean-Saverne
- Saessolsheim
- Saverne
- Schwenheim
- Sommerau
- Steinbourg
- Thal-Marmoutier
- Waldolwisheim
- Westhouse-Marmoutier
- Wolschheim